# Automobilwerke Ludwigsfelde
Der VEB Industriewerke Ludwigsfelde (IWL) in Ludwigsfelde bei Berlin wurde am 1. März 1952 gegründet und übernahm ein enteignetes Werk der Daimler-Benz AG. Später war der Betrieb innerhalb des Industrieverbands Fahrzeugbau (IFA) der DDR als VEB IFA-Automobilwerke Ludwigsfelde der Stammbetrieb des IFA-Kombinats Nutzkraftwagen, in dem die Nutzfahrzeugproduktion des Landes vereinigt war. Nach dem Ende der DDR wurde der Standort 1990 von Daimler-Benz übernommen und in deren Produktionsverbund eingegliedert. Der Fokus blieb dabei bei der Fertigung von Transportern und Lastkraftwagen. Im Jahr 2015 beschäftigte das Werk rund 2000 Arbeitnehmer, was es zu einem der größten industriellen Arbeitgeber im Land Brandenburg machte.

## Geschichte

### 1936 bis 1945
Die Daimler-Benz Motoren-GmbH, eine Tochtergesellschaft der Daimler-Benz AG, errichtete 1936 in einem Waldgebiet der Genshagener Heide am Rande von Ludwigsfelde ein Werk zur Produktion von Flugmotoren, das Flugmotorenwerk Genshagen. In dem „Nationalsozialistischen Musterbetrieb“ wurden vor und während des Zweiten Weltkriegs Motoren der Typen DB 600, DB 601, DB 603, DB 605 für verschiedene Flugzeuge der Luftwaffe hergestellt. Zulieferer war u. a. das Werk Dreilinden Maschinenbau im benachbarten Kleinmachnow, eine Bosch-Tochter. Im Werk Genshagen arbeiteten Ende 1943 über 14.700 Menschen, davon 38 % freiwillige und 55 % Zwangsarbeiter, 5 % Kriegsgefangene und 2 % KZ-Häftlinge. Ende 1944 waren es 16.600 Arbeiter. Davon waren 68 % Ausländer, Kriegsgefangene oder KZ-Häftlinge. 1940 wurden 3.176 Flugzeugmotoren von 7.700 Mitarbeitern produziert. Die 16.600 Arbeiter Ende 1944 produzierten 10.535 Flugzeugmotoren. Das war eine Produktivitätssteigerung um über 50 %, die auf extrem harte Arbeitsbedingungen und die langen Arbeitszeiten zurückzuführen war. Ab 1940 wurde eine Endmontagehalle geplant, die 1942 in Betrieb ging und „Deutschlandhalle“ genannt wurde. Das KZ-Außenlager Daimler-Benz Genshagen war vom 1. September 1944 bis 20. April 1945 ein Außenlager des Konzentrationslagers Sachsenhausen; 1.100 ab Oktober 1944 aus dem KZ Ravensbrück nach Genshagen verlegte weibliche KZ-Häftlinge wurden zur Zwangsarbeit im Flugmotorenwerk eingesetzt. Schwer getroffen wurde das Genshagener Werk bei alliierten Luftangriffen am 6. August 1944, bei denen auch das Opelwerk Brandenburg in Brandenburg an der Havel zerstört wurde.
Nach Kriegsende wurden die Fertigungseinrichtungen des Flugmotorenwerks demontiert, die Produktionshallen wurden gesprengt.

### 1951 bis 1964
Der VEB Industriewerke Ludwigsfelde (IWL) wurde am 1. März 1952 gegründet. Es wurde ein völlig neuer Betrieb aufgebaut mit elf Produktionshallen und einem Prüfstand für Schiffsdieselmotoren. Die ersten Erzeugnisse waren Schiffsdieselmotoren und Maschinenelemente.
Nachdem 1953 mit der Konstruktion eines Motorrollers begonnen worden war, lief am 6. Februar 1955 das erste Exemplar vom Band.
Von 1955 bis 1964 wurden die Motorroller Pitty, Wiesel, Berlin SR59 und Troll 1 in einer Gesamtstückzahl von 233.215 Stück produziert.

#### Motorroller-Modelle

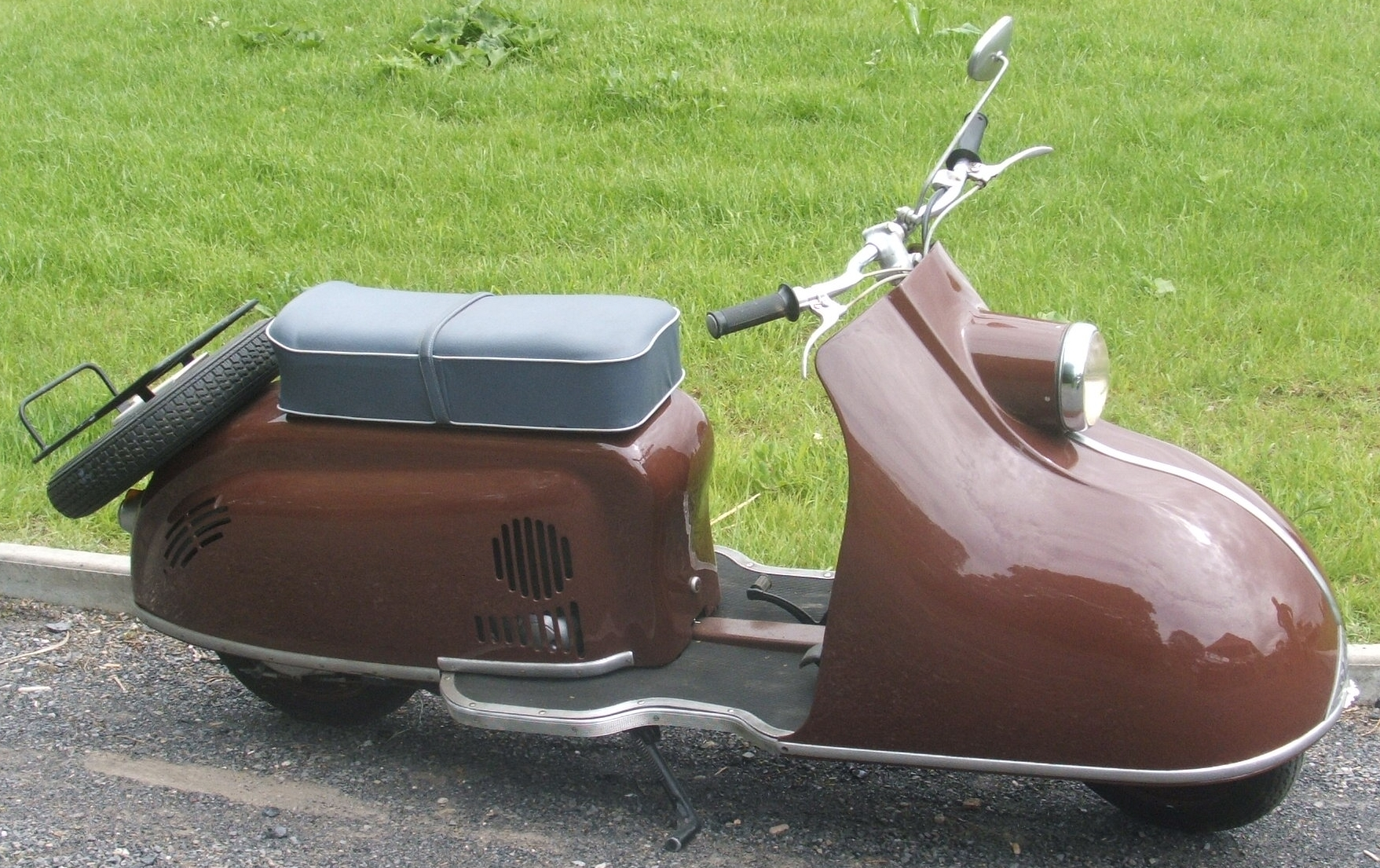
Stadtroller Pitty Bj. 1955
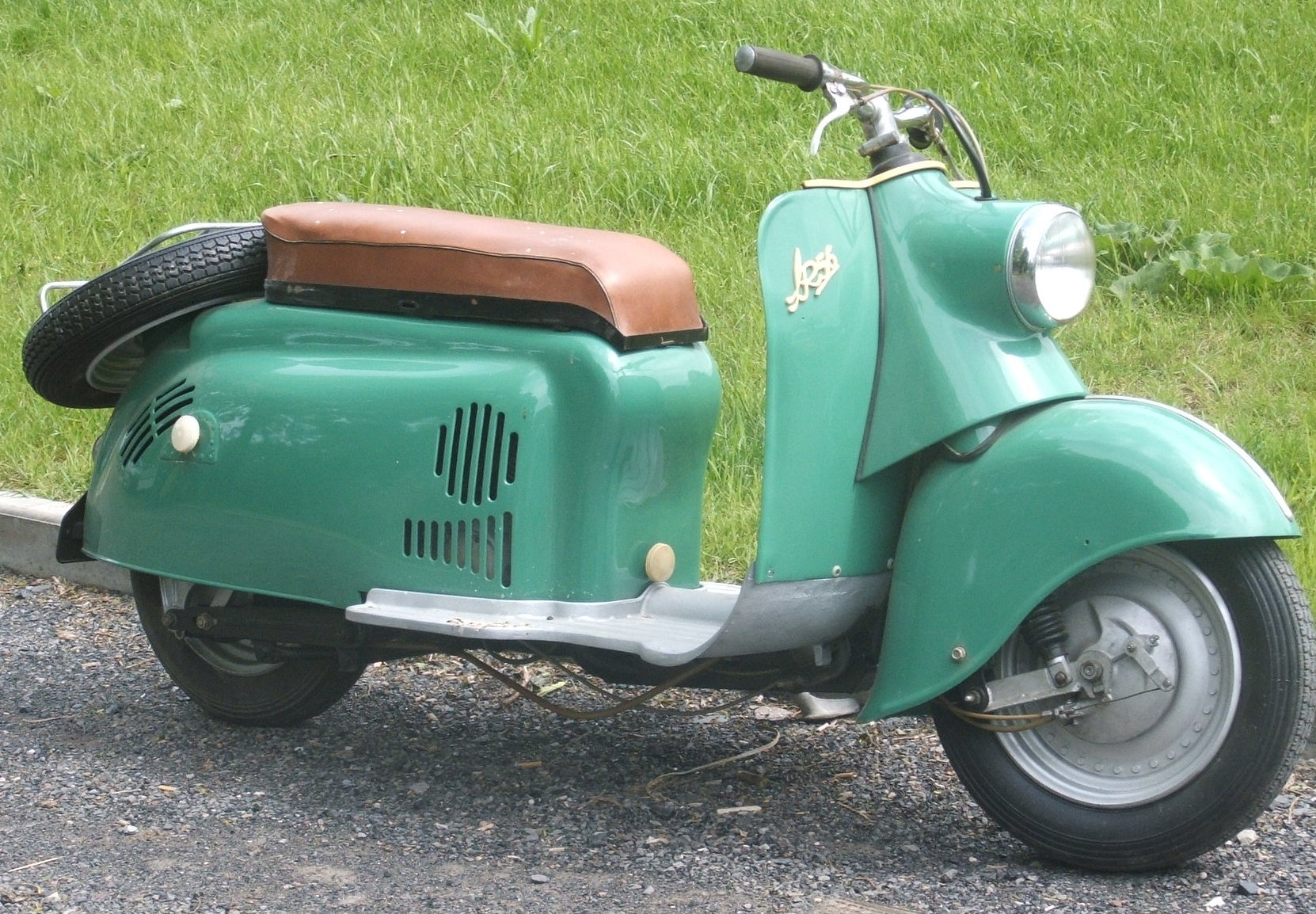
Wiesel SR56
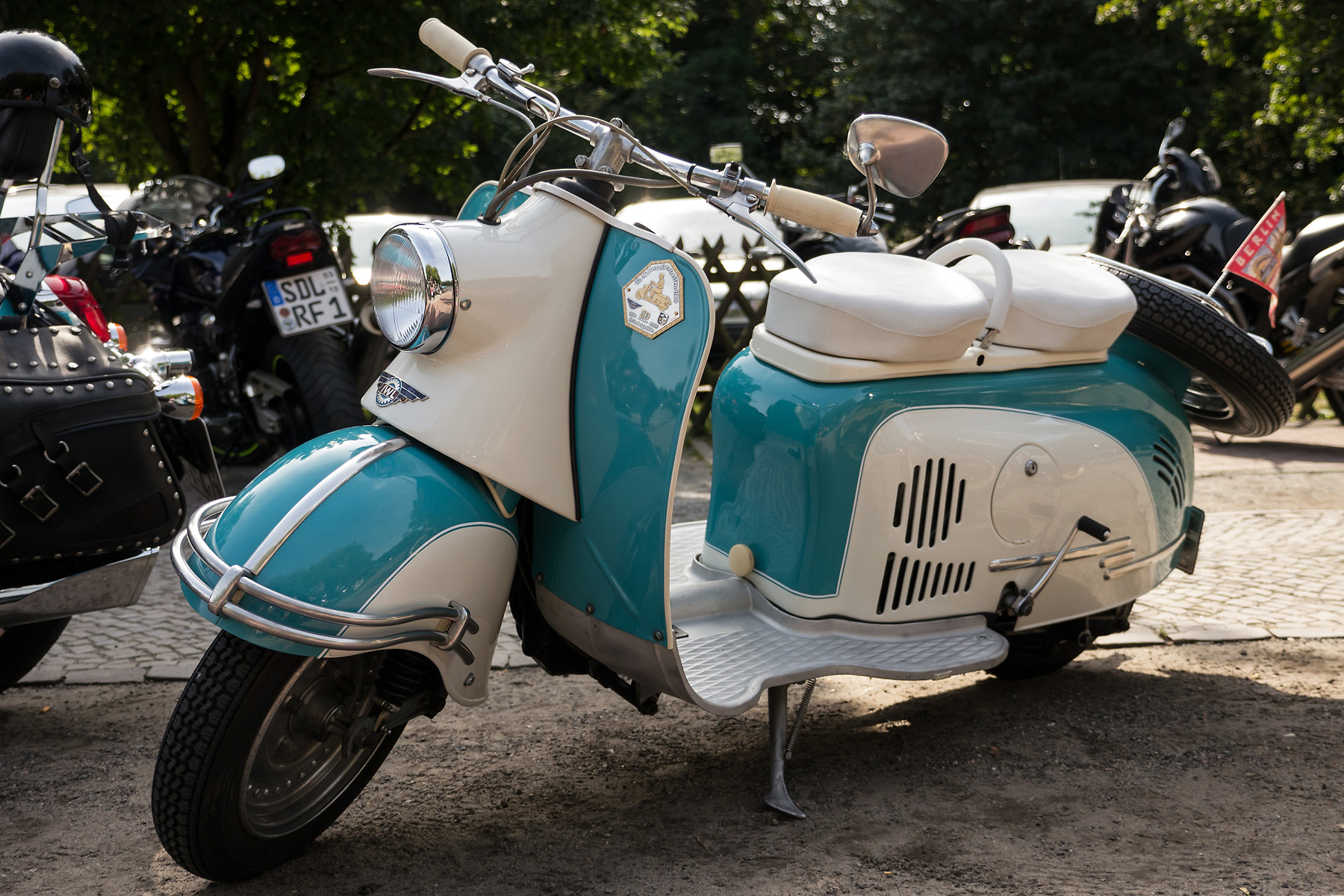
Berlin SR59
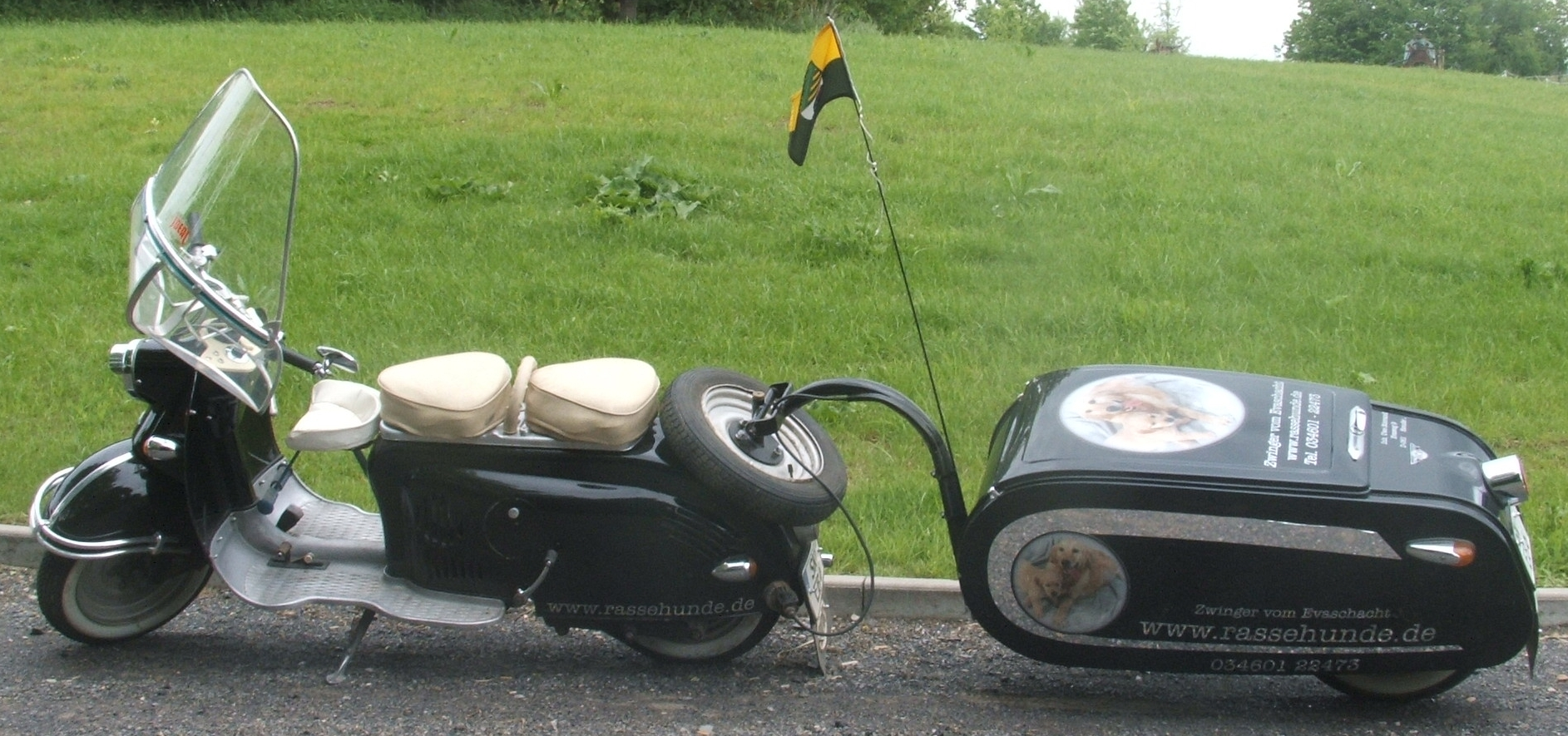
Berlin SR59 mit Anhänger Campi
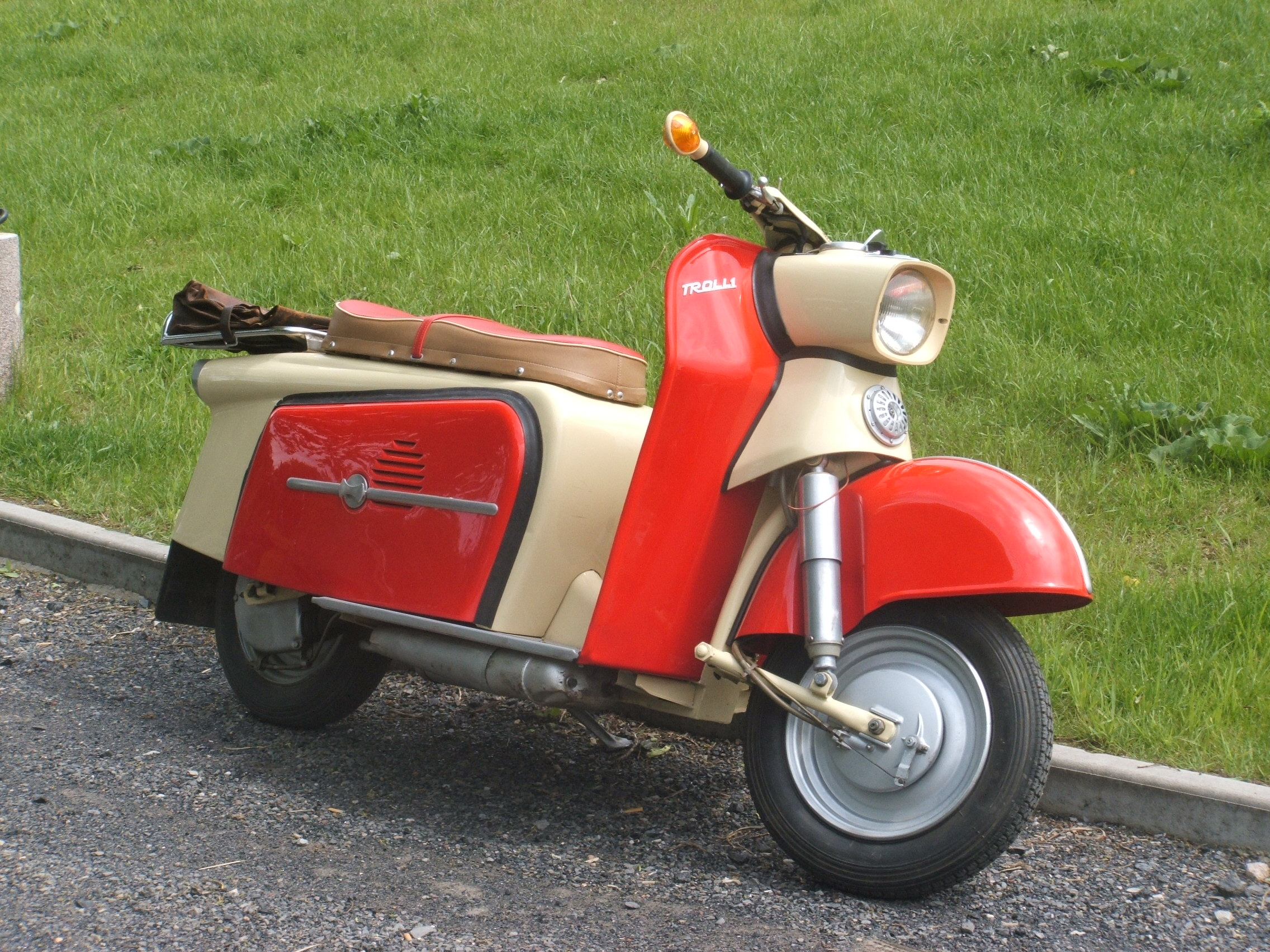
Troll 1

##### Pitty
Motorroller des Typs Pitty wurden von Februar 1955 bis April 1956 in einer Stückzahl von nur 11.293 im IWL gebaut. Angetrieben wurde der Pitty von einem veränderten und u. a. gebläsegekühlten Zweitaktmotor der MZ RT 125/1 mit 3-Gang-Getriebe.

##### Wiesel SR56
Motorroller des Typs Wiesel SR 56 wurden von Juni 1956 bis April 1959 in einer Stückzahl von 57.400 gebaut. Die Bezeichnung SR steht für StadtRoller. Als Antriebseinheit diente der verbesserte RT-125-2 Motor.

##### Berlin SR59
Motorroller des Typs Berlin SR59 wurden von Mai 1959 bis Dezember 1962 in einer Stückzahl von 113.943 gebaut. Die Bezeichnung SR steht für StadtRoller. Anders als beim Wiesel und Pitty wurden beim Typ Berlin auf 143 cm³ aufgebohrte und gebläsegekühlte MZ-125/3-Motoren verbaut. Ab dem Berlin besitzen zudem alle nachfolgenden IWL-Roller ein 4-Gang-Getriebe. Der unten in der Galerie gezeigte Einspuranhänger „Campi“ ist aus dem Jahr 1962 und wurde in der IWL-Lehrwerkstatt gefertigt. Von diesen Einspuranhängern wurden, zeitweise in Leipzig von dem Unternehmen Stoye-Fahrzeugbau-Leipzig – weltweit bekannt durch den Seitenwagenbau –, zeitweise im VEB Waggonbau Ammendorf und schließlich in der IWL-Lehrwerkstatt etwa 5.700 Stück produziert.

##### Troll
Motorroller des Typs Troll-1 wurden von Januar 1963 bis Dezember 1964 in einer Stückzahl von 56.513 gebaut. Die Bezeichnung TR steht für TourenRoller. Er besitzt wie alle IWL-Roller einen speziell für den Rollerbetrieb geänderten MZ-Motor. Beim Troll stammt er ursprünglich aus der MZ ES 150 und leistet hier durch das leistungsmindernde Gebläse 9,5 PS.

#### Beginn der Lkw-Fertigung
Am 21. Dezember 1962 erging der Beschluss des Ministerrats der DDR zum Aufbau einer Lastkraftwagen-Produktion am Standort Ludwigsfelde. Die Grundsteinlegung für die Lkw-Montagehalle (72.000 m²) mit integriertem Presswerk fand am 5. Juni 1964 statt. Dies war das einzige Mal, dass in der DDR ein Standort für den Kraftfahrzeugbau komplett neu errichtet wurde – in allen anderen Fällen wurden nur vorhandene Produktionsanlagen weitergenutzt, umgenutzt oder ausgebaut.

### 1965 bis 1990

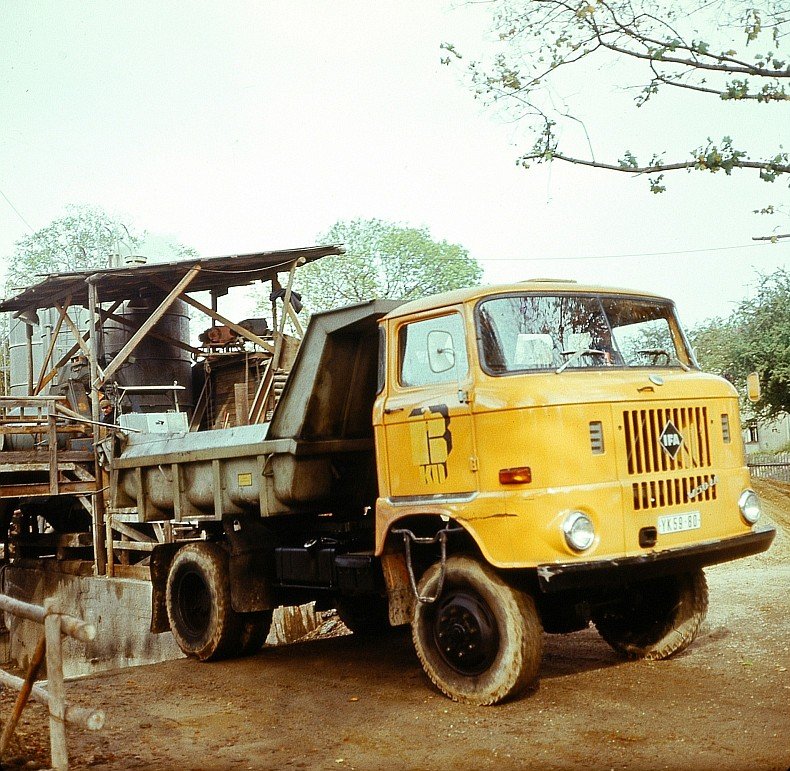
IFA W50 als Muldenkipper
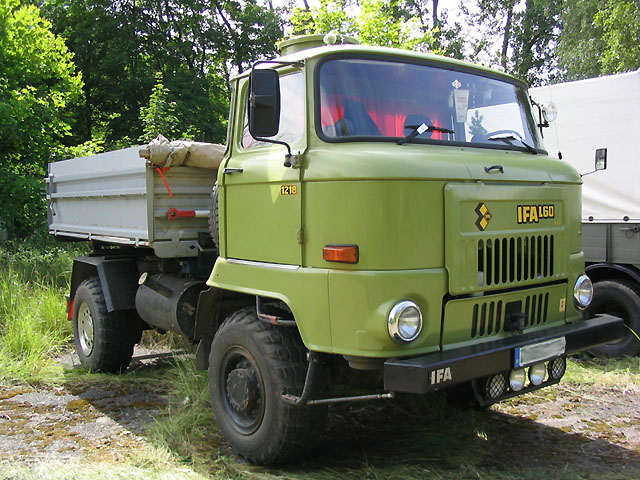
IFA L60

Knapp elf Monate später, am 1. Juli 1965, war Produktionsbeginn im VEB IFA-Automobilwerke Ludwigsfelde. Am 17. Juli 1965 lief der erste IFA W50 vom Band, und am gleichen Tag erhielt Ludwigsfelde das Stadtrecht.
Die Bildung des VEB IFA-Kombinat Nutzkraftwagen Ludwigsfelde erfolgte am 1. Januar 1978, wobei das Kombinat und der VEB IFA-Automobilwerke Ludwigsfelde getrennt geleitet wurden. Am 1. September 1979 wurde das Automobilwerk Stammbetrieb des Kombinats.
Ab 1987 kam der L60 zum Fertigungsprogramm hinzu, der eigentlich den W50 ablösen sollte. Von 1965 bis 1990 wurden die Lastkraftwagen IFA W50 und IFA L60 in etwa 60 Grundvarianten und 240 länderspezifischen Ausführungen gefertigt. Rund 70 % der Fahrzeuge wurden in 53 Länder auf vier Kontinenten exportiert.
Nachfolgend die produzierten Einheiten:
| Jahr | W50    | L60 | gesamt |  | Jahr  | W50     | L60    | gesamt  |
| ---- | ------ | --- | ------ |  | ----- | ------- | ------ | ------- |
| 1965 | 855    |     | 855    |  | 1979  | 26.800  |        | 26.800  |
| 1966 | 5.775  |     | 5.775  |  | 1980  | 27.001  |        | 27.001  |
| 1967 | 10.564 |     | 10.564 |  | 1981  | 28.201  |        | 28.201  |
| 1968 | 14.785 |     | 14.785 |  | 1982  | 29.004  |        | 29.004  |
| 1969 | 16.953 |     | 16.953 |  | 1983  | 28.101  |        | 28.101  |
| 1970 | 17.966 |     | 17.966 |  | 1984  | 30.300  |        | 30.300  |
| 1971 | 18.800 |     | 18.800 |  | 1985  | 32.294  |        | 32.294  |
| 1972 | 19.800 |     | 19.800 |  | 1986  | 32.516  |        | 32.516  |
| 1973 | 21.623 |     | 21.623 |  | 1987  | 29.606  | 1.734  | 31.340  |
| 1974 | 23.220 |     | 23.220 |  | 1988  | 22.378  | 6.604  | 28.982  |
| 1975 | 23.900 |     | 23.900 |  | 1989  | 20.071  | 8.081  | 28.152  |
| 1976 | 24.940 |     | 24.940 |  | 1990  | 13.405  | 3.870  | 17.275  |
| 1977 | 26.278 |     | 26.278 |  | Summe | 571.789 | 20.289 | 592.078 |
| 1978 | 26.653 |     | 26.653 |  |       |         |        |         |

Die Einstellung der Produktion des L60 erfolgte im August 1990, die des W50 im Dezember 1990.

## Nach 1990

### Mercedes-Benz Ludwigsfelde

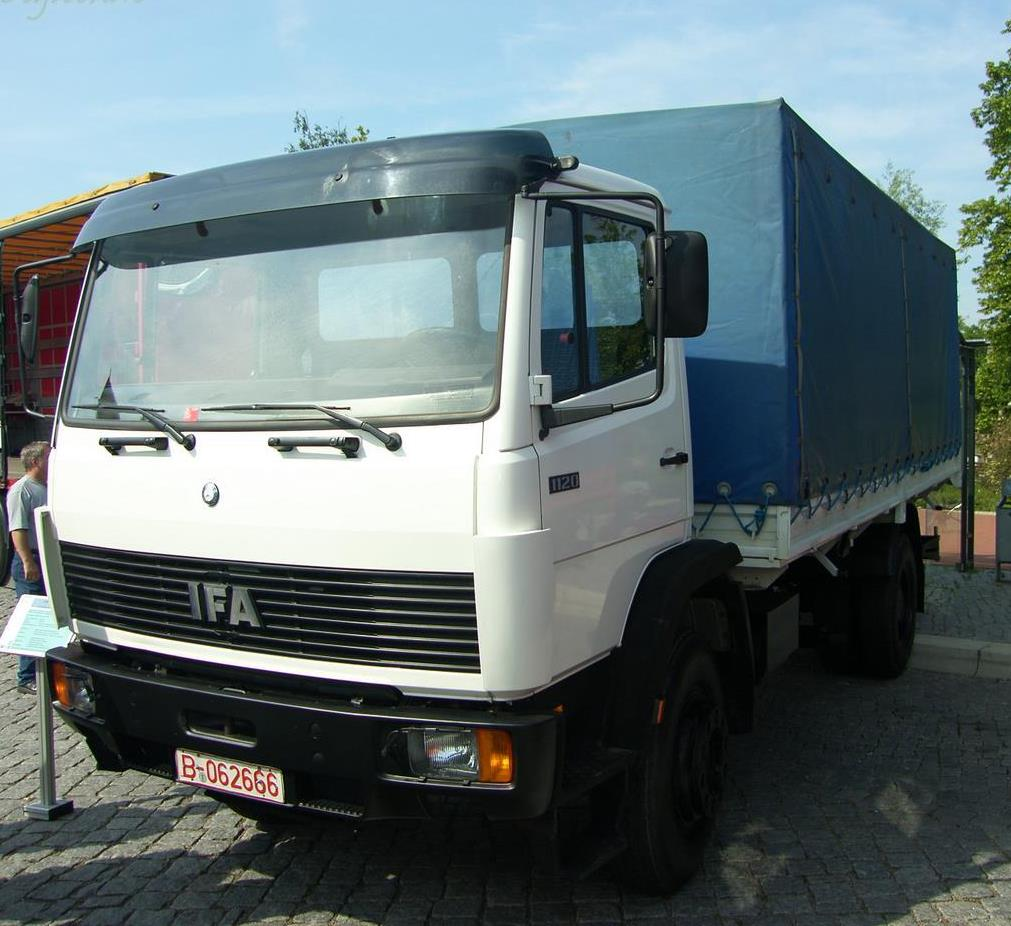
IFA 1318, ein Prototyp des VEB Automobilwerke Ludwigsfelde

Im Frühjahr 1990 wurde eine strategische Partnerschaft mit Daimler-Benz verkündet. Daraus resultierend wurde ein neuer Fahrzeugtyp mit der Bezeichnung IFA 1318 entwickelt.
Am 18. Juli 1990 teilte der Generaldirektor des IFA-Kombinats auf einer Sitzung in Ludwigsfelde jedoch mit, dass die Daimler-Benz AG sich auf Grund der veränderten politischen Lage nicht mehr an die Vereinbarungen gebunden fühle. Auch andere Betriebe waren von dieser Entscheidung betroffen.
So verlor der VEB Getriebewerk Brandenburg als Zulieferer seine Selbstständigkeit und wurde Teil der ZF Getriebe GmbH. Der VEB Motorenwerk Nordhausen existiert heute nicht mehr.
Am 27. Juni 1990 wurde der VEB IFA-Kombinat Nutzfahrzeuge Ludwigsfelde von der Treuhandanstalt aufgelöst und in eine GmbH umgewandelt, die später in der Nutzfahrzeuge Ludwigsfelde GmbH aufging. Das Presswerk ging auf die damalige Thyssen AG über; im Jahr 2011 übernahm der spanische Konzern GESTAMP AUTOMOTION das Presswerk von Thyssen-Krupp-Umformtechnik.
In der Zeit von 1991 bis 2007 flossen Fördermittel des Bundes und des Landes in Höhe von rund 134 Millionen Euro in das Automobilwerk. Diese Subventionen dienten der Modernisierung des Werks und dem Erhalt bzw. der Schaffung von Arbeitsplätzen.
1994 wurde die Nutzfahrzeuge Ludwigsfelde GmbH zu 100 Prozent von der Daimler-Benz AG übernommen und gehört heute als Mercedes-Benz Ludwigsfelde GmbH zur Daimler AG.
2012 wurden im Werk weniger Fahrzeuge produziert als in den Jahren zuvor bedingt durch die Eurokrise. Dies führte unter anderem zu einer Absenkung der Wochenarbeitszeit unter Lohnverzicht der Arbeitnehmer.
2015 beschäftigte das Werk rund 2000 Arbeitnehmer, was es zu einem der größten industriellen Arbeitgeber im Land Brandenburg machte. Die Produktion erfolgt überwiegend im Zwei-Schicht-Betrieb. Auch wegen der in den Produktionsablauf integrierten fahrerlosen Transportfahrzeuge, die taktgenau die für die Montage benötigten Teile zum Montageband bringen, gilt das Werk heute nach Angaben des Konzerns als besonders effizient. Zur Produktion des Nachfolgemodells des Sprinters beabsichtigte das Unternehmen 150 Millionen Euro zu investieren.

### Übersicht der Mercedes-Benz-Modelle ab 1990

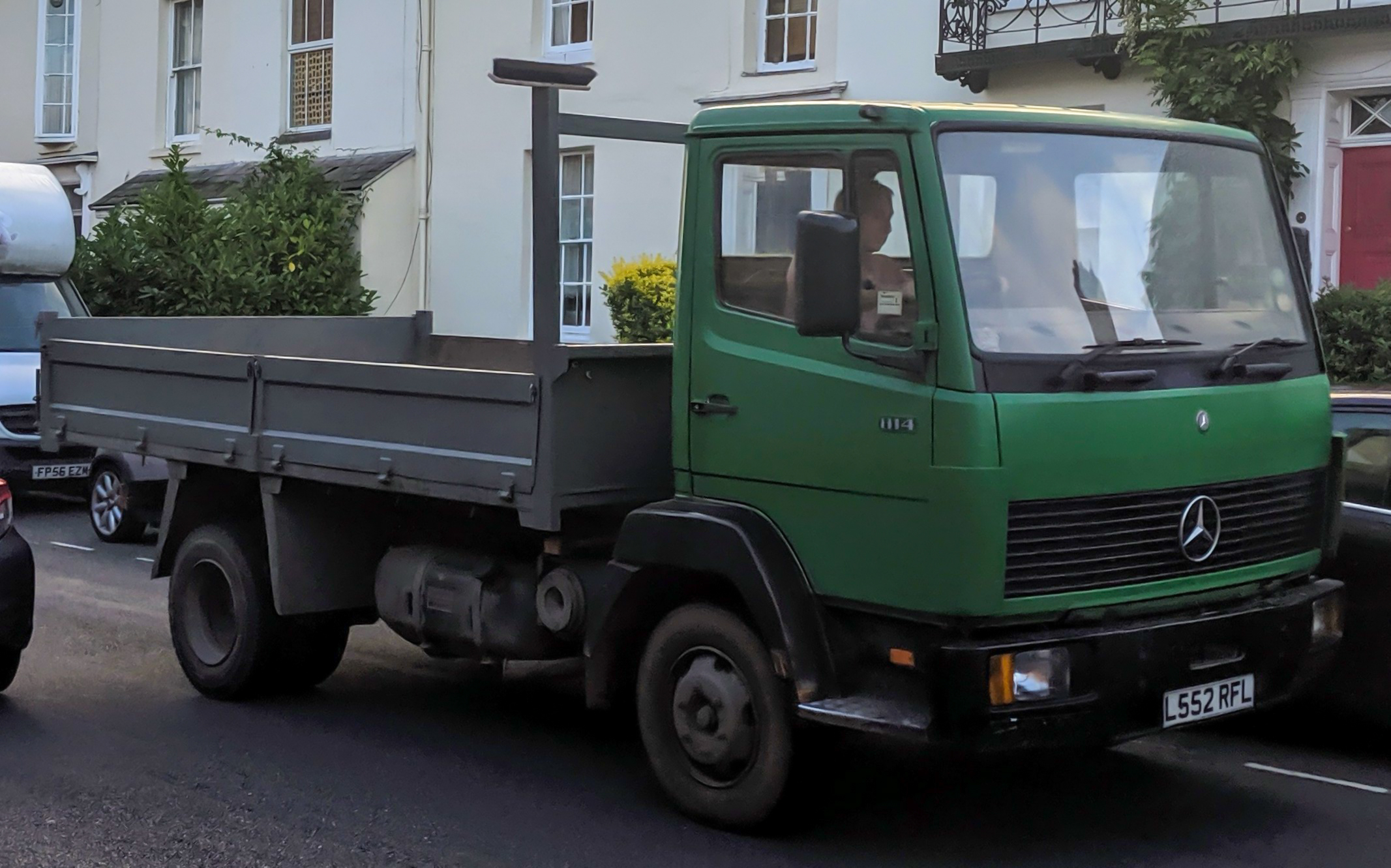
Mercedes-Benz LK, 1991 bis 1994
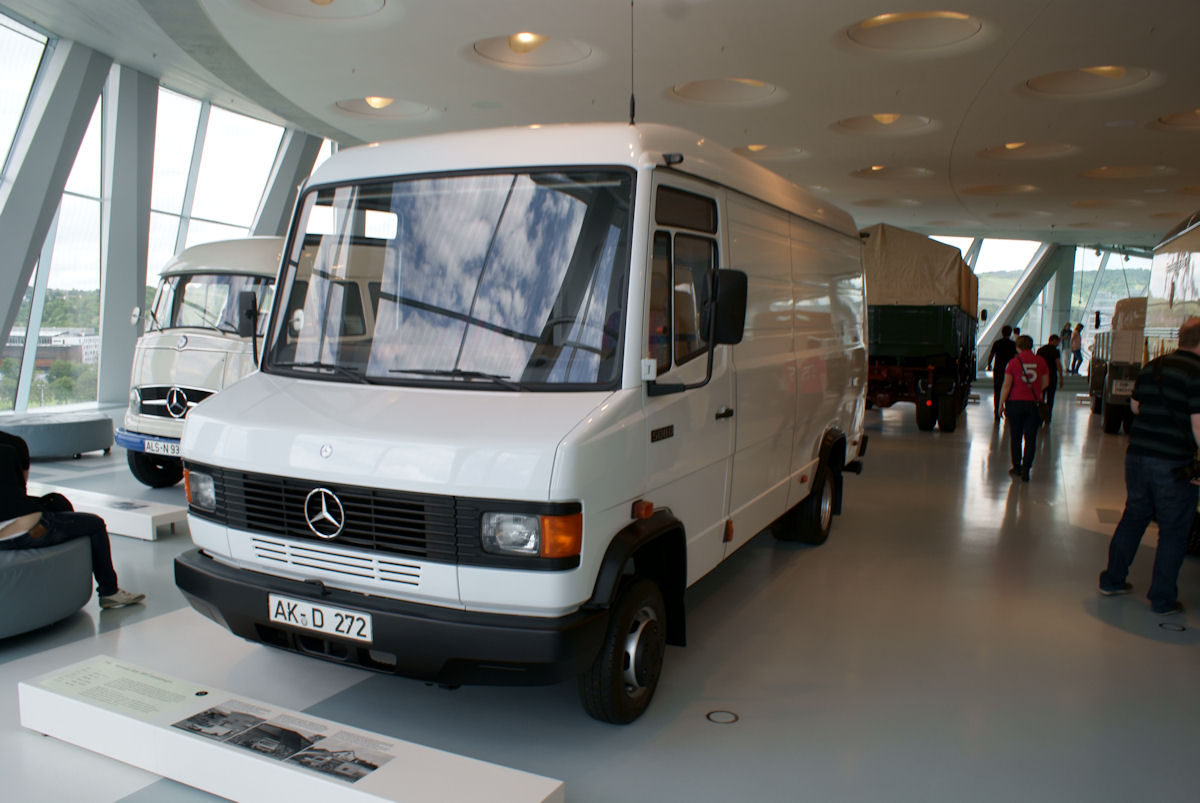
Mercedes-Benz T2, 1991 bis 1996
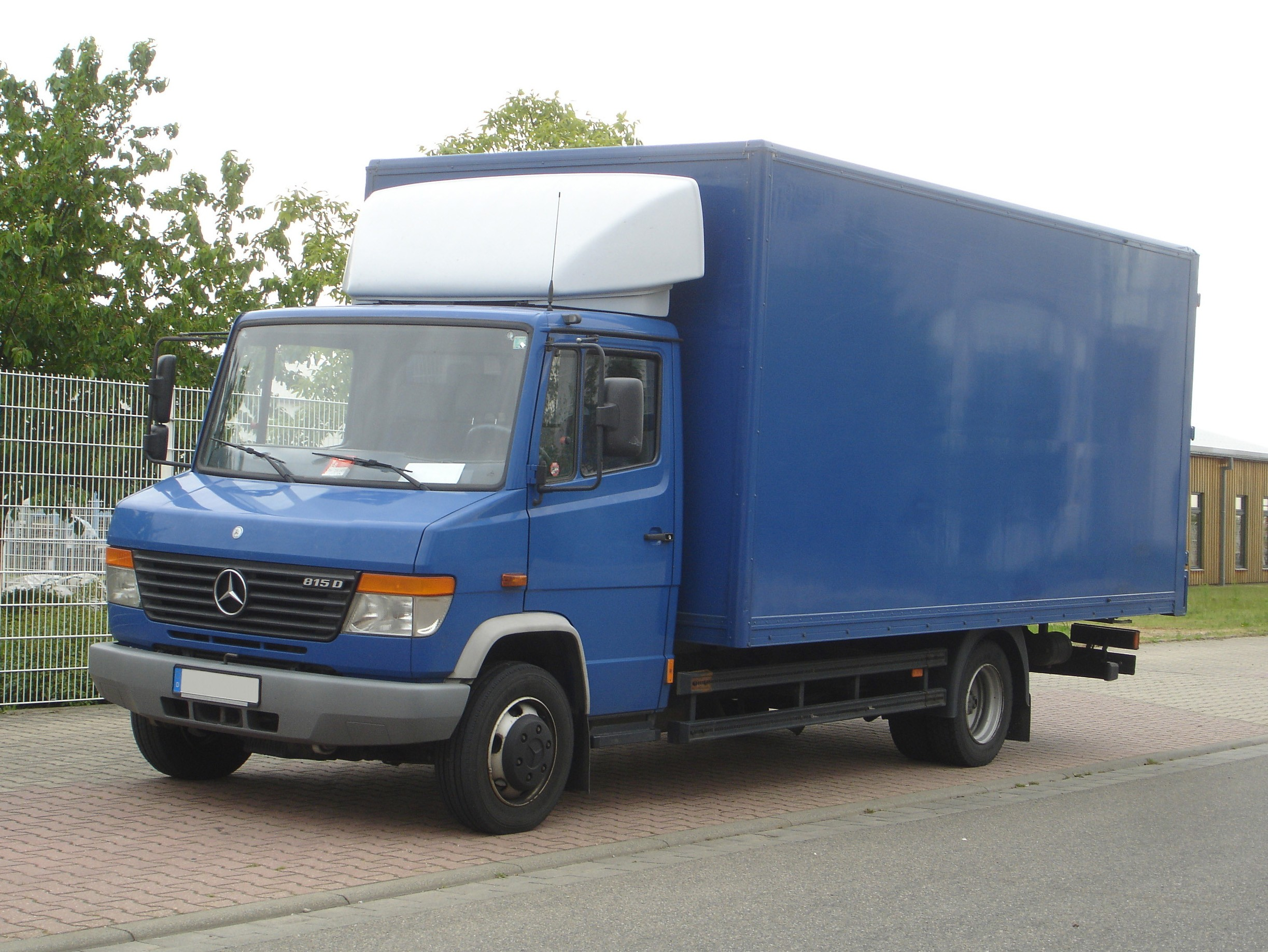
Mercedes-Vario, 1996 bis 2013
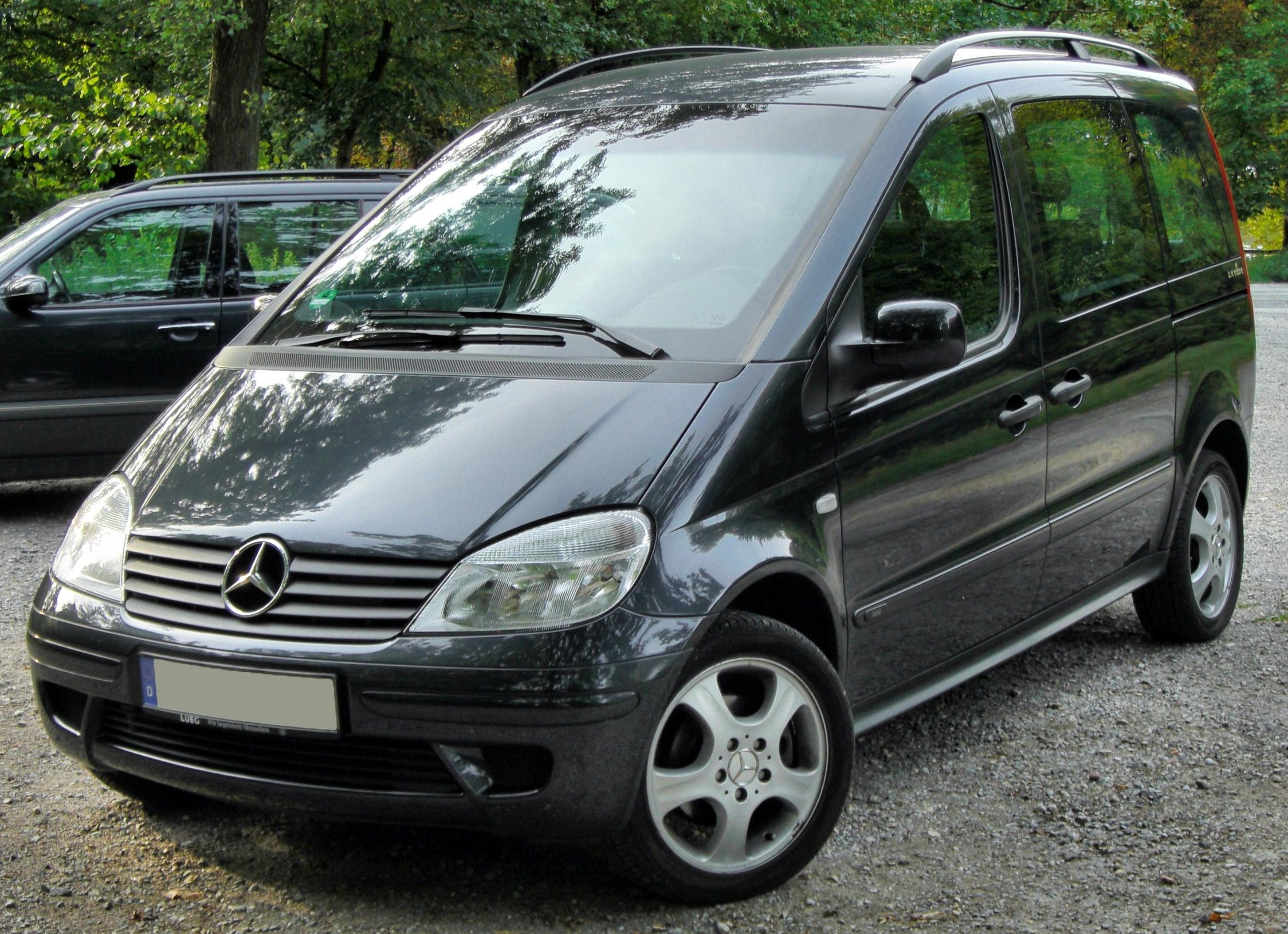
Mercedes Vaneo, 2001 bis 2005
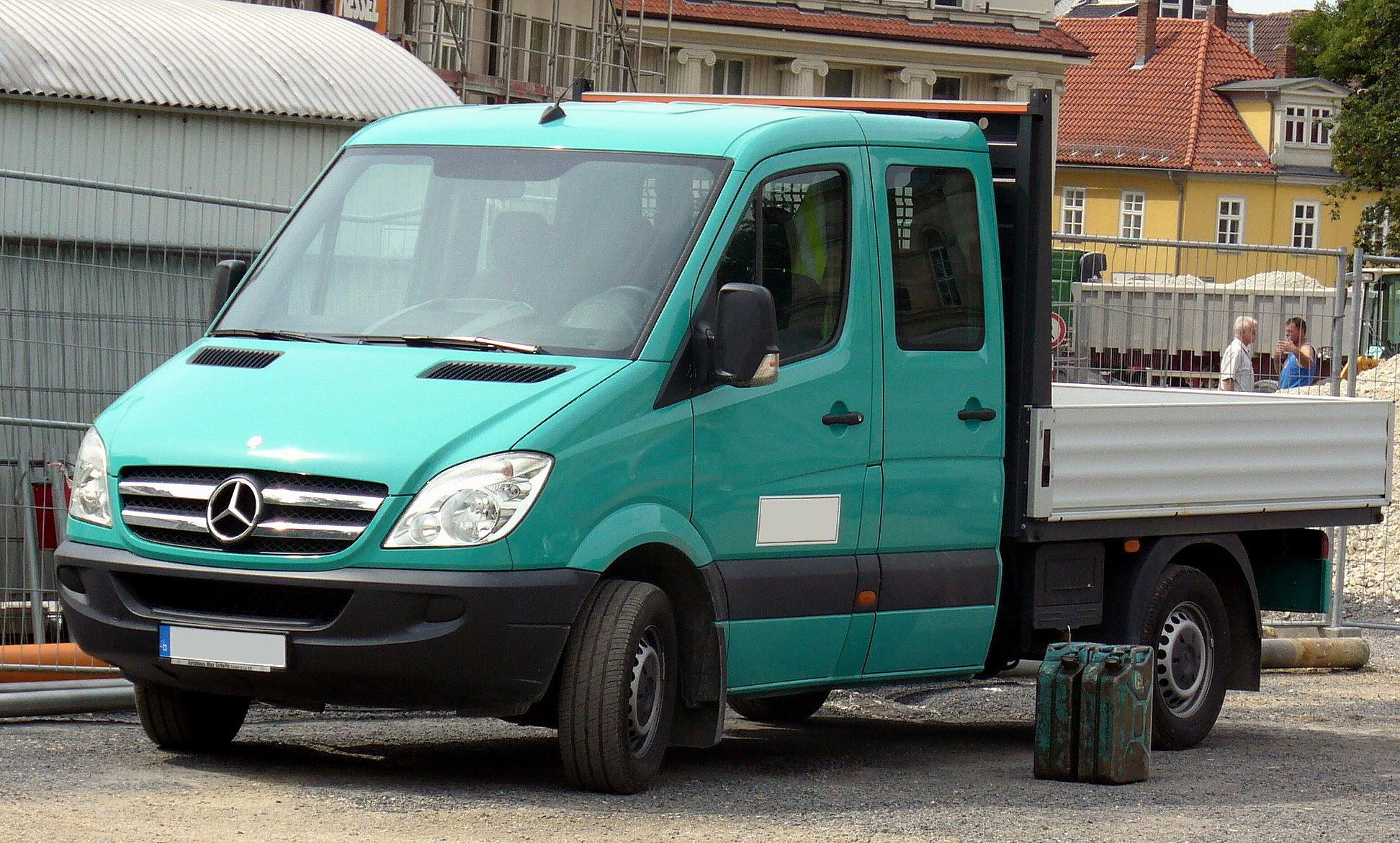
Mercedes-Benz Sprinter (2007)
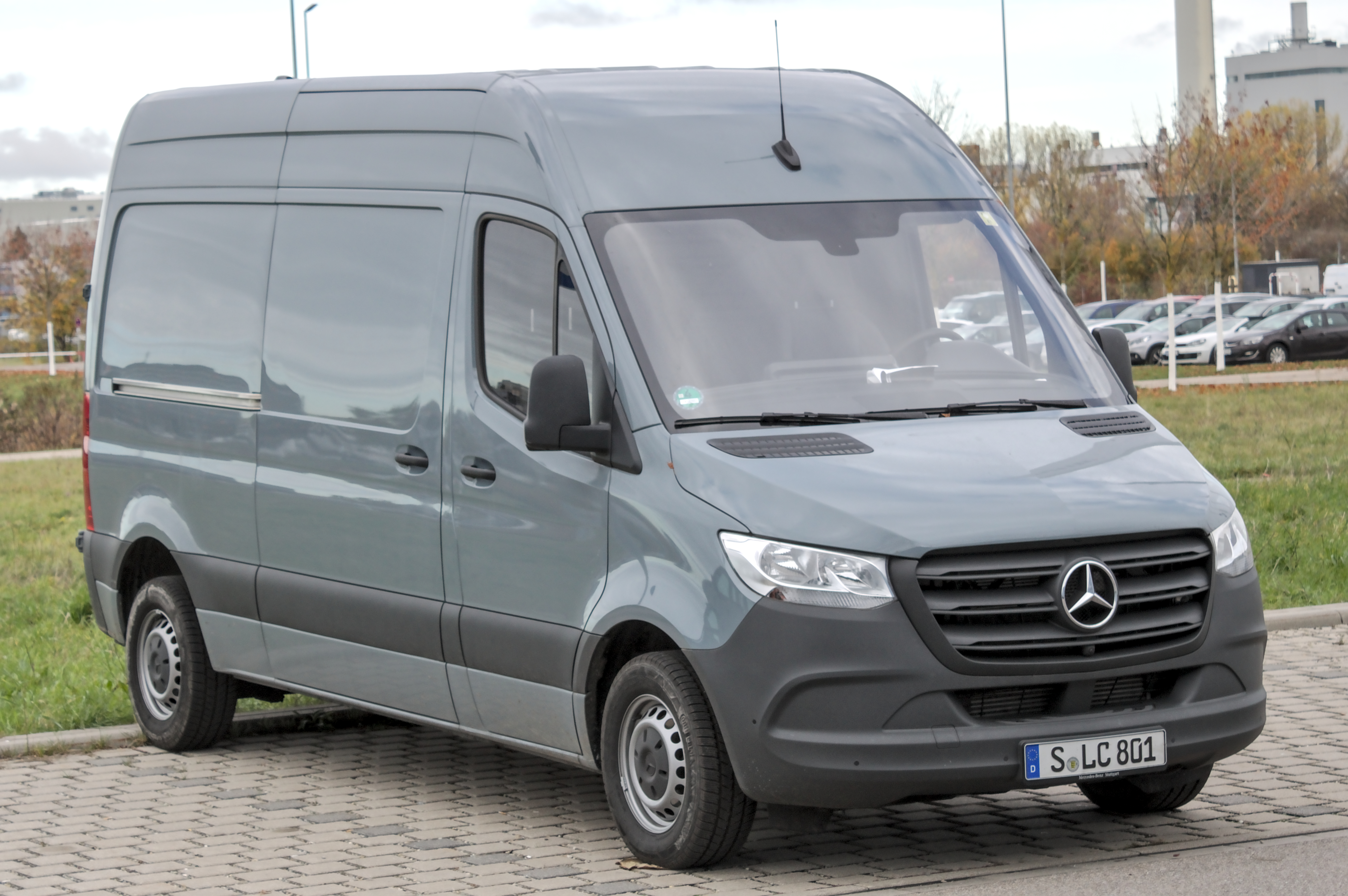
Mercedes-Benz Sprinter (2018)

Hier wurden und werden folgende Modelle produziert:
- LK bzw. LN2, 1991 bis 1994
- T2, 1991 bis 1996
- Vario, 1996 bis 2013
- Hochdachkombi Vaneo, vom 25. September 2001 bis zum 8. Juli 2005
- der neue Sprinter (NCV3), Dodge Pritsche sowie der VW Crafter im Segment offene Baumuster (Fahrgestelle und Pritschenfahrzeuge des NCV3/Crafter; sowie Tiefrahmenfahrgestelle des NCV3) ab 2006. Die Produktion des Crafter wurde Ende 2016 in Ludwigsfelde eingestellt; der Kooperationsvertrag mit Volkswagen Nutzfahrzeuge wurde nicht verlängert.[10]
- Mercedes-Benz VS30